# Vietnam i olympiska sommarspelen 1960
Vietnam deltog med tre deltagare vid de olympiska sommarspelen 1960 i Rom. Ingen av landets deltagare erövrade någon medalj.